# Besittningsskydd
Besittningsskydd är en juridisk term för rätten att fortsätta nyttja en bostad, lokal, anläggning eller mark vid hyra eller arrende. Det innebär att en hyresgäst eller en arrendator får en starkare ställning gentemot hyresvärden eller den som arrenderar ut mark. Detta skydd kan indelas i två kategorier: det direkta besittningsskyddet (bostadshyresgäster och de flesta arrenden) och det indirekta besittningsskyddet (lokalhyresgäster).
Det direkta besittningsskyddet resulterar i att en hyresgäst eller en arrendator har rätt att förlänga det tidsbegränsade hyresavtalet, om hyresrätten inte har blivit förverkad. Grunder för förverkan är bl.a. vanvård av lägenheten, betalningsdröjsmål, uthyrning i andra hand utan hyresvärdens (eller hyresnämndens) tillstånd, eller genom att störa grannarna. Det direkta besittningsskyddet innebär således en rätt för hyresgästen eller arrendatorn att fortsätta att besitta och bruka bostaden, anläggningen eller marken om en uppsägning är obefogad.
Det indirekta besittningsskyddet är olikt det direkta i att det inte hindrar hyresvärden från att säga upp hyresgästen. Men om hyresvärden inte har sakligt skäl för uppsägning, måste denne betala ut en hel årshyra. Trots att det inte uttryckligen står i lagtexten, ska en intresseavvägning mellan hyresvärden och hyresgästen göras. Det indirekta besittningsskyddet innebär således en rätt till ersättning, men inte en rätt att fortsätta att besitta och bruka en lokal, om en uppsägning är obefogad.